# Зозулі (Обухівський район)
Зозулі́ — село в Україні, в Обухівському районі Київської області. Населення становить 19 осіб.
Біля села Зозулі збереглися залишки поселень доби бронзи та ранньоскіфських часів. 

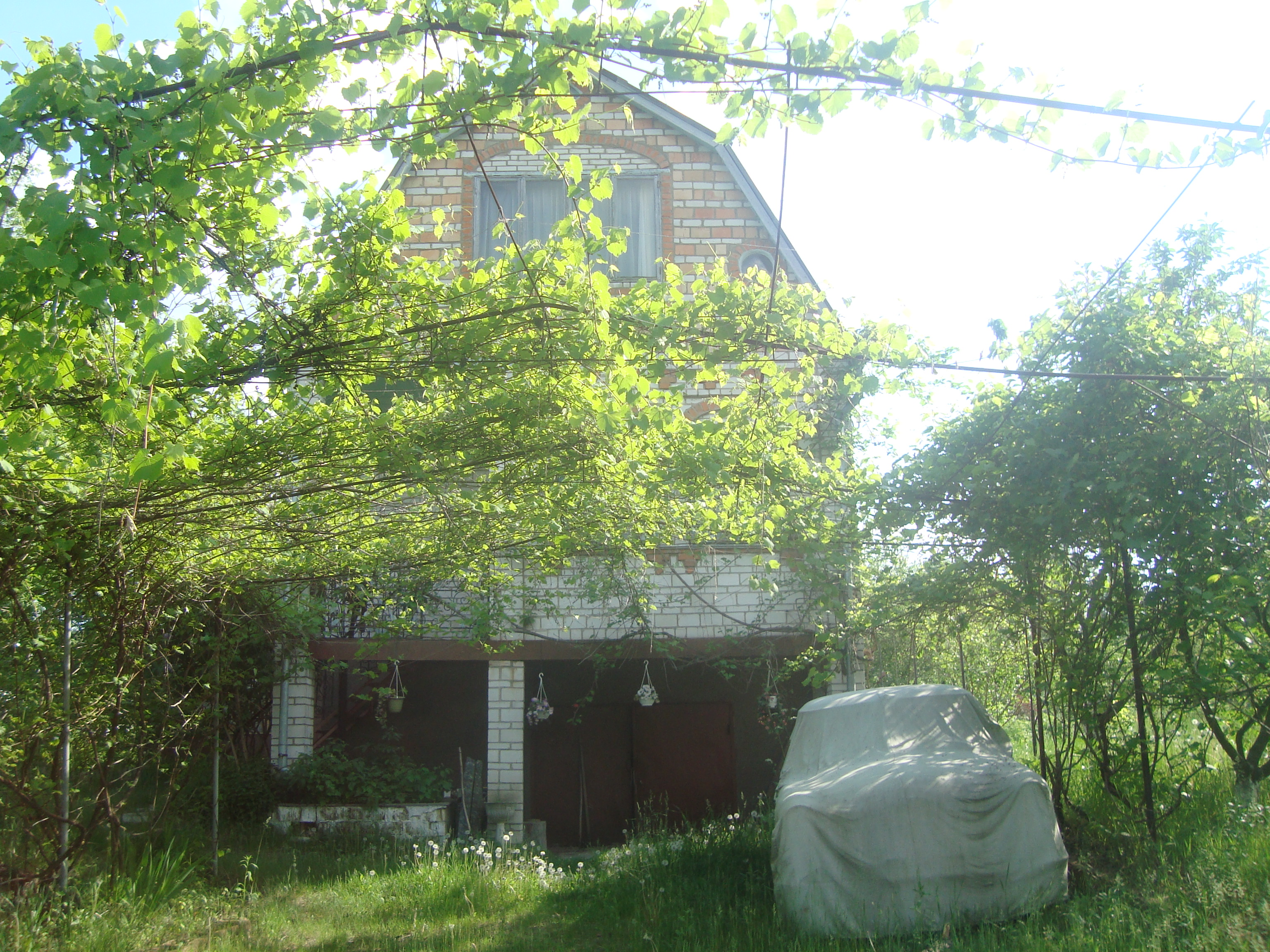
Типова дача с. Зозулі

У 1990-тих роках населення села значно скоротилося, залишилися лише старожили. Але у 2000-них роках з розквітом котеджного будівництва кількість мешканців зросла за рахунок власників нових маєтків. 

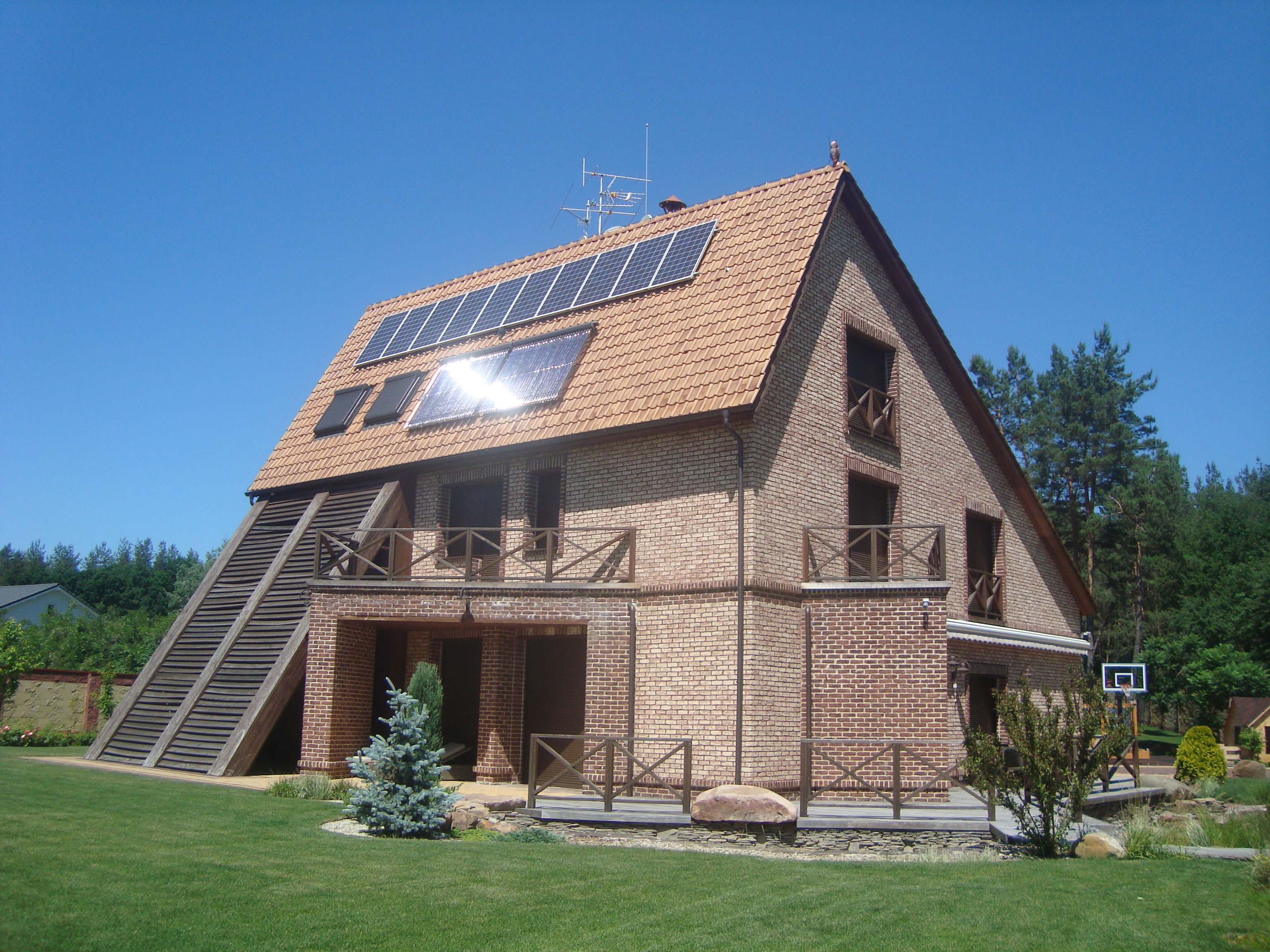
Котедж с. Зозулі

## Населення

### Мова
Розподіл населення за рідною мовою за даними перепису 2001 року:
| Мова       | Кількість | Відсоток |
| ---------- | --------- | -------- |
| українська | 13        | 1005     |